# Pride and Glory (album)
Singles
1. Losin' Your Mind
Sortie : 1994
2. Horse Called War
Sortie : 1994

Pride & Glory est l'unique et éponyme album du groupe de Zakk Wylde.

## Historique
Il est sorti le 7 juin 1994 sur le label Geffen Records et a été produit par Rick Parashar. Le son de cet album est plus axé sur le rock sudiste que le heavy metal que Zakk jouait avec son mentor Ozzy Osbourne.
Sur cet album, Zakk est accompagné de James LoMenzo (ex - White Lion) et Brian Tichy. Il y compose tous les titres et y assure aussi le chant. L'album se classa à la 173e place du Billboard 200 américain et le single Losin' My Mind se classa à la 14e place du classement des "Mainstream Rock Tracks".
La sortie de cet album est suivie d'une tournée qui passe par l'Europe où le groupe se produit dans de nombreux festivals (Monsters of Rock, Dynamo Open Air). Le groupe joue en première partie d'Aerosmith le 25 juin 1994 à Dijon.
Les deux singles tirés de cet album, Losin' Your Mind et Horse Called War, sont accompagnés d'un clip vidéo.
La réédition de 1999 propose un disque bonus contenant des inédits et des reprises.

## Liste des titres
- Tous les titres sont signés par Zakk Wylde sauf indication.

### Version originale
1. Losin' Your Mind - 5:33
2. Horse Called War - 5:01
3. Shine On - 6:42
4. Lovin' Woman - 3:50
5. Harvester of Pain - 5:06
6. The Chosen One - 6:48
7. Sweet Jesus - 3:47
8. Troubled Wine - 5:39
9. Machine Gun Man - 4:56
10. Cry Me a River - 4:37
11. Toe'n The Line - 7:15
12. Found a Friend - 6:08
13. Fadin' Away - 4:53
14. Hate Your Guts - 4:36

### Disque bonus réedition 1999
1. The Wizard (Geezer Butler / Tony Iommi / Ozzy Osbourne / Bill Ward) - 4:44 (reprise de Black Sabbath)
2. Torn and Tattered - 5:45
3. In My Time of Dying (Trad./arr par Jimmy Page / Robert Plant / John Paul Jones / John Bonham) - 7:30 (reprise de Led Zeppelin)
4. The Hammer & the Nail - 2:38
5. Come Together (John Lennon / Paul McCartney) - 3:55 (reprise des Beatles)
6. Found a Friend - 6:03

## Musiciens
- Zakk Wylde: chant, guitares, banjo, piano, mandoline, harmonica, chœurs
- James LoMenzo: basse, basse acoustique, guitare 12 cordes  sur Fadin' Away, chœurs
- Brian Tichy: batterie, percussions

Avec le
- Seattle Symphony Orchestra conduit par Paul Buckmaster sur Sweet Jesus et Fadin' Away

## Charts

### Album
| Pays       | Durée du classement | Meilleur classement | Date         |
| ---------- | ------------------- | ------------------- | ------------ |
| États-Unis | 1 semaine           | 173e                | 25 juin 1994 |

### Single
| Single         | Chart                  | Durée du classement | Position | Date            |
| -------------- | ---------------------- | ------------------- | -------- | --------------- |
| Losin' My Mind | Mainstream Rock Tracks | 15 semaines         | 14e      | 30 juillet 1994 |